# Commonwealth Games 2006/Basketball
Bei den Commonwealth Games 2006 in der australischen Metropole Melbourne fand zum ersten Mal je ein Basketball-Turnier der Männer und Frauen statt.
Austragungsorte der Vorrundenspiele waren Traralgon, Bendigo, Ballarat und Geelong. Die Finalrunde wurde in der Vodafone Arena ausgetragen.

## Männer

### Vorrunde
Gruppe A
| Schottland – Australien |  | 52:129 |
| Indien – Nigeria        |  | 84:113 |
| Schottland – Indien     |  | 67:57  |
| Australien – Nigeria    |  | 103:57 |
| Nigeria – Schottland    |  | 91:83  |
| Indien – Australien     |  | 49:133 |

Gruppe B
| Neuseeland – Südafrika |  | 88:58 |
| Barbados – England     |  | 59:75 |
| Neuseeland – England   |  | 84:63 |
| Südafrika – Barbados   |  | 72:88 |
| Barbados – Neuseeland  |  | 51:91 |
| England – Südafrika    |  | 95:53 |

### Klassierungsspiele Plätze 5 bis 8
| Schottland – Südafrika |  | 91:79 |
| Indien – Barbados      |  | 55:96 |

### Halbfinale
| Australien – England |  | 101:75 |
| Nigeria – Neuseeland |  | 66:90  |

### Spiel um Platz 7
| Südafrika – Indien |  | 65:59 |

### Spiel um Platz 5
| Schottland – Barbados |  | 63:73 |

### Spiel um Bronzemedaille
| England – Nigeria |  | 80:57 |

### Finale
| Australien – Neuseeland |  | 81:76 |

### Medaillengewinner
| Platz | Land | Sportler |
| ----- | ---- | --- |
| 1     | AUS  | Robert Beveridge, C. J. Bruton, Seamus Dalton, Bradley Davidson, Steve Evans, Brian Goorjian, Russell Hinder, Jacob Holmes, Brendan Joyce, Luke Kendall, Sam Mackinnon, Nic Mercer, Neil Mottram, Brad Newley, Nik Popovic, Paul Rogers, Anthony Ronaldson, Jason Smith, Mark Worthington |
| 2     | NZL  | Tab Baldwin, Ed Book, Dillon Boucher, Pero Cameron, Casey Frank, David Harris, Paul Henare, Tony Henderson, Michael Homik, Peter McAllister, Troy McLean, Aaron Olson, Tony Rampton, Lindsay Tait, Nenad Vucinic, Mika Vukona, Paora Wintana                                              |
| 3     | ENG  | John Amaechi, Alex Anzelmo, Ronnie Baker, Kevin Hibbs, Andrew Bridge, Steve Bucknall, Fab Flournoy, Jermaine Forbes, Michael Hayles, Delme Herrman, Julius Joseph, Tim Lewis, Michael Martin, Robert Reed, Peter Scantlebury, Andrew Sullivan, Richard Windle                             |

## Frauen

### Vorrunde
Gruppe A
| Australien – Indien   |  | 146:46 |
| Mosambik – England    |  | 46:84  |
| England – Indien      |  | 104:57 |
| Mosambik – Australien |  | 26:104 |
| Australien – England  |  | 95:43  |
| Indien – Mosambik     |  | 58:54  |

Gruppe B
| Neuseeland – Malta    |  | 127:47 |
| Malaysia – Nigeria    |  | 67:97  |
| Malta – Nigeria       |  | 44:86  |
| Neuseeland – Malaysia |  | 113:56 |
| Malaysia – Malta      |  | 68:65  |
| Nigeria – Neuseeland  |  | 53:83  |

### Klassierungsspiele Plätze 5 bis 8
| Indien – Malta      |  | 80:47 |
| Mosambik – Malaysia |  | 80:70 |

### Halbfinale
| Australien – Nigeria |  | 105:49 |
| England – Neuseeland |  | 67:74  |

### Spiel um Platz 7
| Malta – Malaysia |  | 59:63 |

### Spiel um Platz 5
| Indien – Mosambik |  | 44:70 |

### Spiel um Bronzemedaille
| Nigeria – England |  | 75:78 |

### Finale
| Australien – Neuseeland |  | 77:39 |

### Medaillengewinnerinnen
| Platz | Land | Sportlerinnen |
| ----- | ---- | --- |
| 1     | AUS  | Amanda Berntsen, Tully Bevilaqua, Cheryl Chambers, Jae Cross, Hollie Grima, Jacinta Hamilton, Katrina Hibbert, Lauren Jackson, Emily McInerny, Donna O’Connor, Erin Phillips, Belinda Snell, Marian Stewart-Hudson, Jan Stirling, Laura Summerton, Jenny Whittle, Carly Wilson |
| 2     | NZL  | Micaela Cocks, Rebecca Cotton, Aneka Kerr, Donna Loffhagen, Kim Lucas, Angela Marino, Jessica McCormack, Kate McMeeken-Ruscoe, Lisa Pardon, Charmian Purcell, Jody Tini, Vanessa Trent, Lisa Wallbutton, Nonila Wharemate                                                      |
| 3     | ENG  | Caroline Ayres, Shelly Boston, Andrea Congreaves, Katie Crowley, Louise Gamman, Kate Goodger, Gillian D’Hondt, Sally Kaznica, Kristy Lavin, Rosalee Mason, Claire Maytham, Jo Sarjant, Jane Thackray, Ann Zammit                                                               |